# Maryam Yusuf Jamal
Maryam Yusuf Jamal (in arabo مريم يوسف جمال‎?, amarico ማሪያም፡ ዩሱፍ፡ ጃማል, nata Zenebech Tola; Arsi, 16 settembre 1984) è una mezzofondista bahreinita di origine etiope, campionessa olimpica e due volte campionessa mondiale dei 1500 metri piani.
Vanta anche un argento e due bronzi vinti ai Mondiali indoor.

## Record nazionali

### Seniores
- 800 metri piani: 1'57"80 ( Zurigo, 29 agosto 2008)
- 800 metri piani indoor: 2'03"64 ( Magglingen, 25 febbraio 2006)
- 1500 metri piani: 3'56"18 ( Rieti, 27 agosto 2006)
- 1500 metri piani indoor: 3'59"79 ( Valencia, 9 marzo 2008)
- Miglio: 4'17"75 ( Bruxelles, 14 settembre 2007)
- 2000 metri piani: 5'31"88 ( Eugene, 7 giugno 2009)
- 3000 metri piani: 8'28"87 ( Oslo, 29 luglio 2005)
- 3000 metri piani indoor: 8'43"16 ( Hangzhou, 16 febbraio 2014)
- 5000 metri piani: 14'51"68 ( Hengelo, 29 maggio 2005)

## Palmarès
| Anno | Manifestazione    | Sede          | Evento         | Risultato | Prestazione | Note                                     |
| ---- | ----------------- | ------------- | -------------- | --------- | ----------- | ---------------------------------------- |
| 2005 | Mondiali di cross | Saint-Galmier | Corsa breve    | 33ª       | 14'23"      |                                          |
| 2005 | Mondiali          | Helsinki      | 1500 m piani   | 5ª        | 4'02"49     |                                          |
| 2006 | Mondiali indoor   | Mosca         | 1500 m piani   | Bronzo    | 4'05"53     |                                          |
| 2006 | Mondiali di cross | Fukuoka       | Corsa breve    | 37ª       | 13'39"      |                                          |
| 2006 | Giochi asiatici   | Doha          | 800 m piani    | Oro       | 2'01"79     |                                          |
| 2006 | Giochi asiatici   | Doha          | 1500 m piani   | Oro       | 4'08"63     |                                          |
| 2007 | Asiatici di cross | Amman         | Corsa seniores | Oro       |             |                                          |
| 2007 | Mondiali          | Osaka         | 1500 m piani   | Oro       | 3'58"75     | Miglior prestazione personale stagionale |
| 2008 | Mondiali indoor   | Valencia      | 1500 m piani   | Argento   | 3'59"79     | Record asiatico                          |
| 2008 | Giochi olimpici   | Pechino       | 1500 m piani   | 5ª        | 4'02"71     |                                          |
| 2009 | Asiatici di cross | Manama        | Corsa seniores | Oro       |             |                                          |
| 2009 | Mondiali di cross | Amman         | Corsa seniores | 9ª        | 27'00"      |                                          |
| 2009 | Mondiali          | Berlino       | 1500 m piani   | Oro       | 4'03"74     |                                          |
| 2010 | Giochi asiatici   | Canton        | 800 m piani    | 6ª        | 2'06"07     |                                          |
| 2010 | Giochi asiatici   | Canton        | 1500 m piani   | Oro       | 4'08"22     |                                          |
| 2011 | Mondiali di cross | Punta Umbría  | Corsa seniores | 23ª       | 26'39"      |                                          |
| 2011 | Mondiali          | Taegu         | 1500 m piani   | 11ª       | 4'22"67     |                                          |
| 2012 | Giochi olimpici   | Londra        | 1500 m piani   | Oro       | 4'10"74     | [ 1 ]                                    |
| 2014 | Asiatici indoor   | Hangzhou      | 1500 m piani   | Oro       | 4'19"42     |                                          |
| 2014 | Asiatici indoor   | Hangzhou      | 3000 m piani   | Oro       | 8'43"16     | Record dei campionati · Record nazionale |
| 2014 | Mondiali indoor   | Sopot         | 3000 m piani   | Bronzo    | 8'59"16     |                                          |
| 2014 | Giochi asiatici   | Incheon       | 1500 m piani   | Oro       | 4'09"90     |                                          |
| 2014 | Giochi asiatici   | Incheon       | 5000 m piani   | Oro       | 14'59"69    |                                          |
| 2016 | Asiatici indoor   | Doha          | 4×400 m        | Oro       | 3'35"07     |                                          |

## Altre competizioni internazionali
2005
- Oro alla World Athletics Final ( Monaco), 1500 m piani - 3'59"35

2006
- Oro alla World Athletics Final ( Stoccarda), 1500 m piani - 4'01"58
- Oro in Coppa del mondo ( Atene), 1500 m piani - 4'00"84

2007
- Oro alla World Athletics Final ( Stoccarda), 1500 m piani - 4'01"23

2008
- Oro alla World Athletics Final ( Stoccarda), 1500 m piani - 4'06"59

2009
- 4ª alla World Athletics Final ( Salonicco), 1500 m piani - 4'14"12

2011
- Bronzo al Birmingham Grand Prix ( Birmingham), 1500 m piani - 4'06"39